# Esztergálás

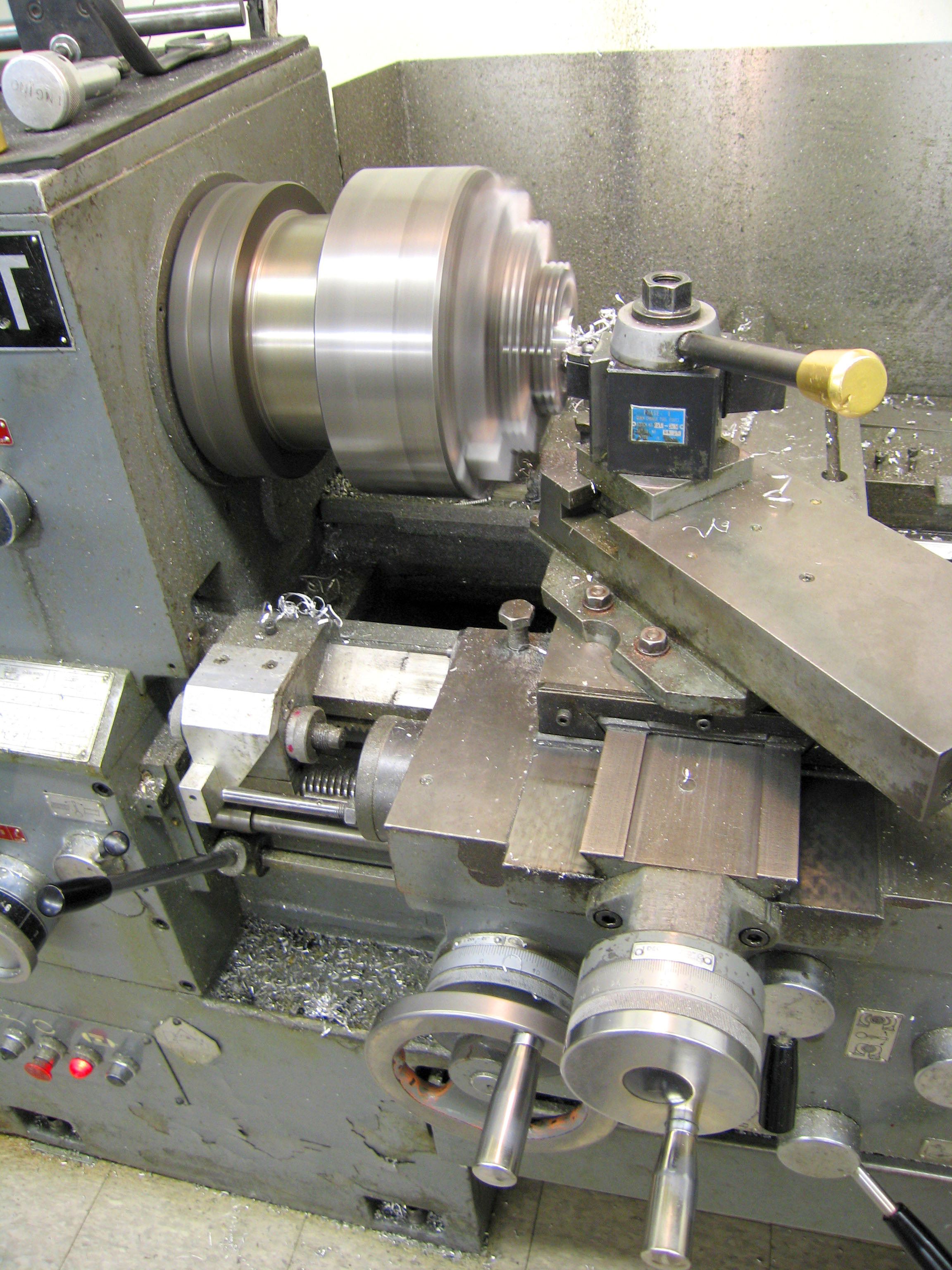
Esztergálás

Az esztergálás forgástestek megmunkálására való forgácsolási eljárás. A munkadarabok tengelyek, perselyek, hüvelyek és tárcsák, vagy ezekhez hasonló alakú munkadarabok lehetnek. Az esztergálás egyélű szerszámmal, állandó keresztmetszetű forgács folyamatos leválasztásával végzett forgácsolás. Esztergáláskor a munkadarab végzi a forgácsolómozgást, a szerszám az előtolómozgást. Esztergálni nagyon sok anyagféleséget lehet: fát, fémet, műanyagot stb. A gyakorlatban a fémek és a fa esztergálására alkalmas szerszámgépeket szerkezeti kialakításuk különbözteti meg.
Az esztergálás a pontosság és az elért felületi minőség szempontjából lehet: nagyolás, félsimítás vagy simítás.

## Esztergagépek
Esztergáláskor a forgó főmozgást a munkadarab, az előtolómozgást a szerszám végzi. Az esztergálás gépei olyan szerkezetek, amelyek ezt a kétféle mozgást egyidejűleg biztosítani tudják. A munkadarab mozgatását a főhajtómű, a szerszám mozgatását a főhajtóműtől függő előtoló-hajtómű (mellékhajtómű) biztosítja.
Az esztergagépek főbb típusai:
- csúcsesztergák,
- síkesztergák,
- revolveresztergák,
- automataesztergák,
- különleges esztergák.

### Csúcsesztergák

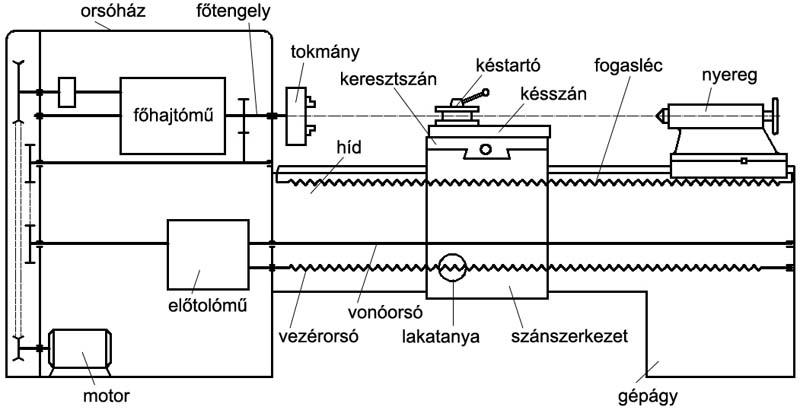
Csúcseszterga szerkezete

A csúcsesztergák a legelterjedtebben használt esztergagépek, sokrétű feladat elvégzésére alkalmasak. Leegyszerűsített szerkezetű, kisméretű változatát műszerészesztergának, növelt pontosságú változatát finomesztergának nevezik.
Általános rendeltetésű csúcseszterga az ún. egyetemes csúcseszterga. Főbb szerkezeti egységei:
- Gépágy: valamennyi szerkezeti egység közös alapja.
- Orsóház: a főorsót, a főorsó hajtóművét és a hozzájuk tartozó kezelő és vezérlő szerveket tartalmazza. A főorsó nagy szilárdságú, merev csőtengely, amelynek meghajtását a villamos motorról leggyakrabban ékszíj közvetítésével végzik. A főorsó meghajtható peremmotorral is. A főorsó elülső részét úgy alakítják ki, hogy alkalmas legyen a munkadarabot befogó készülékek (pl. tokmány, síktárcsa, esztergaszív stb.) csatlakoztatására.
- Előtolómű (mellékhajtómű): a szerszám előtoló mozgását a hosszanti horonnyal kialakított vonóorsóval vagy – menetvágáskor – a trapézmenetű vezérorsóval biztosítja úgy, hogy az egész szánszerkezetet mozgatja.
- Szánszerkezet: feladata az egyenes vonalú mozgás biztosítása és a szerszámbefogás.
- Nyereg (elterjedten szegnyereg): a munkadarab megtámasztásához szükséges szerkezeti elemeket tartalmazza. A gépágy nyeregvezetésében elcsúsztatható és a szükséges helyzetben rögzíthető. A hüvely elülső Morse-kúpos furatába a munkadarab megtámasztásához szükséges csúcs vagy például csigafúró helyezhető.

#### Fordulatszám-szabályozás
A gazdaságos forgácsolás (gazdaságos éltartam) érdekében mindig a legmegfelelőbb vágási sebességgel, azaz a főorsó megfelelő fordulatszámával kell esztergálni. Ehhez a fordulatszámot tág határok között kell tudni változtatni. Az esztergagép annál korszerűbb, minél több fordulatszámot lehet rajta beállítani. A fordulatszám-szabályozást meg lehet valósítani fogaskerék-előtéttel, szabályozható fordulatszámú motorral vagy fokozat nélküli áttétellel.
A leggyakoribb módszer a fogaskerék-előtéttel végzett szabályozás. Ebben az esetben az esztergagépek fordulatszámait geometriai sorozat szerint határozzák meg, így biztosítható a leggazdaságosabb kihasználás. A geometriai sorozat hányadosát fokozati tényezőnek nevezik. A szabványos fokozati tényezők: 1,06; 1,12; 1,26; 1,58. Ennek alapján például a 10–630 1/min-ig terjedő tartomány fordulatszáma 1,58-as fokozati tényezővel: 10; 16; 25; 40; 63; 100; 160; 250; 400; 630 1/min.
A fokozat nélküli áttétellel (PIV-hajtás) végzett főorsómeghajtás esetén a tengely fordulatszáma állandó, a főorsót lamellás lánc hajtja. A hornyos tengelyen elhelyezett kúpos tárcsák egymáshoz viszonyítva elcsúsztathatók. A kúpos tárcsákban sugárirányú hornyok vezetik a lamellás láncot, így csúszásmentes fokozat nélküli meghajtás biztosítható.

#### Előtoló mozgás
Az esztergakések egyenes vonalú mellékmozgását a szánszerkezet (szupport) mozgása biztosítja. A szánszerkezettel gépi és kézi hosszelőtolást, keresztelőtolást és menetvágást lehet megvalósítani.
- Gépi hosszelőtoláskor a vonóorsón levő csiga forgat egy fogaskerék-áttételt, ami a gépágyon kialakított fogasléchez a lakatkerékkel kapcsolódik, így az egész szánszerkezetet hosszirányban mozog.
- Kézi hosszelőtoláskor a kiiktatják a csigahajtást, a szánszerkezetet a fogasléchez kapcsolódó, karral forgatott fogaskerék mozgatja.
- Keresztelőtoláskor a csigahajtómű, fogaskerék áttétele a keresztszán mozgatóorsójával kapcsolódik, ez biztosítja a szán keresztirányú elmozdulását.
- Menetvágáskor a pontos előtolás, és a profilba való pontos visszaállás érdekében a szánszerkezetet nem a vonóorsóval, hanem a vezérorsóval mozgatják. A vezérorsó olyan csavarmenetes tengely, amely a vonóorsótól független zárszerkezettel, az ún. lakatanyával kapcsolódik a szánszekrényhez. A lakatanyát olyan biztosító reteszeléssel kell ellátni, amely megakadályozza a vonóorsó és a vezérorsó egyidejű bekapcsolását.

Az előtolómozgást biztosító vonóorsó és vezérorsó hajtását az előtolómű – egy sebességváltó – biztosítja. Hogy a fordulatszámtól függetlenül állandó legyen az egy főorsó-fordulatra eső előtolás, meghajtását mindig a főorsóról kapja. Az előtolómű szerkezeti kialakítása szerint lehet:
- Norton-hajtómű (az előtolómű elterjedt elnevezése a „Norton-szekrény”),
- lengőkerekes meander,
- tolókerekes meander,
- cserekerék-szekrény: Ritkábban használt előtolási tartományok váltására, de a mm/fordulat inch/fordulat méretrendszer választáshoz gyakran használt elem. Ez a főorsó, és az előtolómű között helyezkedik el, és a módosítás csak a kapcsolódó fogaskerékpárok cseréjével lehetséges. Leonardo da Vinci esztergáján csak cserekerekes előtoló szerkezet volt.

#### A munkadarab befogása
Az esztergákon a munkadarab befogása annak alakjától és méreteitől függ. A munkadarab befogása elvileg háromféle lehet:
- befogás egyik végén,
- befogás mindkét végén,
- befogás mindkét végén és támasztás középen.
  - szerszámmal együtt mozgó támasztás: futóbáb
  - gépágyhoz rögzített megtámasztás: állóbáb

Az egyik végen végzett központosítás leggyakoribb eszközei a tokmány, a síktárcsa és a szorítóhüvelyek.

##### Az esztergatokmány

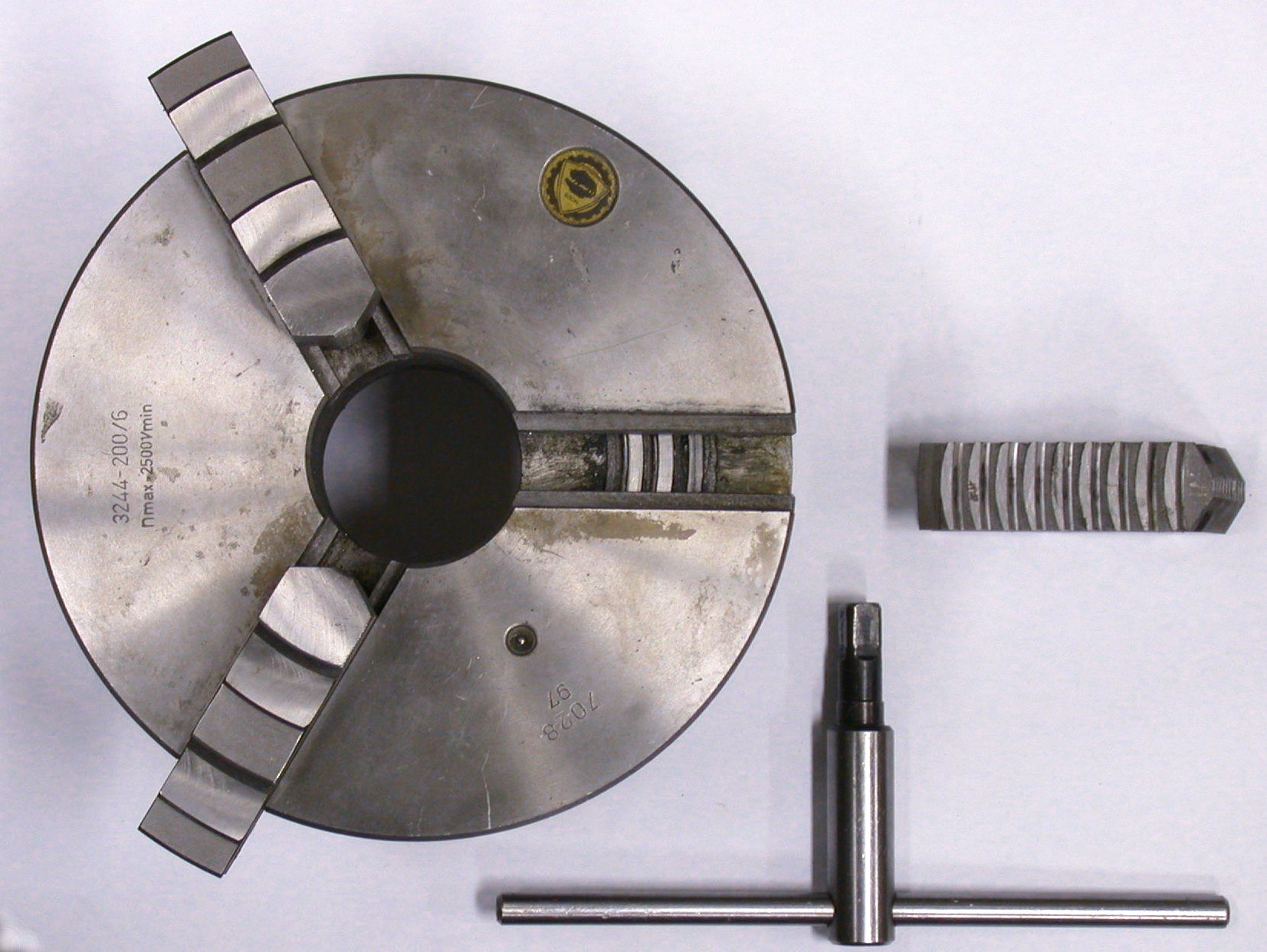
Esztergatokmány

Rövid, hengeres darabokat leggyakrabban hárompofás, önműködően központosított spirálmenetes tokmányba fognak be. A tokmánypofák egyszerre, azonos sebességgel mozognak. A központosítási hiba 0,05–0,12 mm.
A tokmányházban lévő kúpfogaskerék négyszögletes végű kulccsal forgatható. A kis kúpkerékhez kapcsolódik egy spiráltárcsa, amelynek egyik oldala nagy kúpkerék, a másik oldalán (homlokfelületén) pedig laposmenetes szelvényű, síkban fekvő spirálmenet található. Ezekbe a menetárkokba kapcsolódnak a szorítópofák menetbordái. A szorítópofák mindkét oldalán vezetősínek vannak, amelyek a tokmánytest árkaiba illeszkednek, és ez által biztosítják a pofák sugárirányú vezetését. A nagysorozatú és tömeggyártásban pneumatikus vagy hidraulikus gépi szorítású tokmányokat alkalmaznak.

##### A síktárcsa
A síktárcsa négy (ritkán több) szorítópofája külön-külön, egymástól függetlenül állítható. Így nemcsak forgástestek, hanem szögletes vagy szabálytalan keresztmetszetű munkadarabok befogására is alkalmas. A befogást feszítővasakkal és csavarokkal is el lehet végezni. Egyenlőtlen tömegeloszlású alkatrészek felfogásakor a darabot ellensúllyal kell kiegyensúlyozni. Síktárcsát általában egyedi gyártásban használnak.

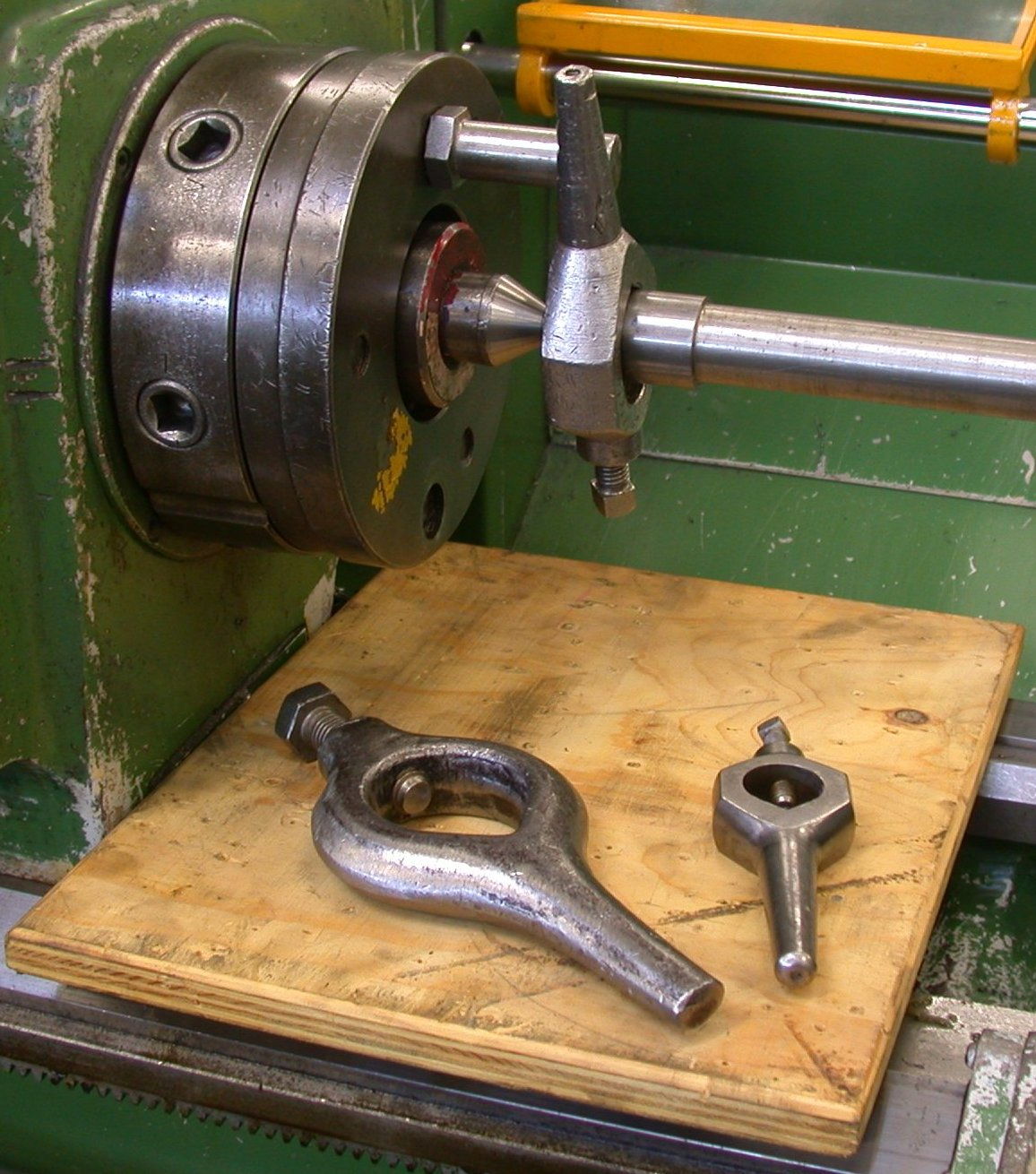
Befogás csúcsok közé forgatótárcsával és esztergaszívvel

##### Befogás csúcsok közé
A munkadarab mindkét végén történő befogásakor a központosító elemek a különféle esztergacsúcsok (normálcsúcs, félcsúcs, kitérőcsúcs, negatívcsúcs, forgócsúcs, forgatócsúcs stb.). A központosító csúcsok számára a munkadarab mindkét végébe központfuratot fúrnak. A központfuratokba illeszkedő esztergacsúcsok nyomaték átvitelére nem alkalmasak. A csúcsok közé fogott munkadarabot a rászorított esztergaszívvel lehet forgatni. Az esztergaszívet a főorsóra erősített forgatótárcsa mozgatja.
Hosszú és vékony munkadarabok a forgácsolóerő hatására kihajolhatnak. Ez a kihajlás az ún. bábokkal megakadályozható. A gépágy nyeregvezetékén rögzíthető bábot állóbábnak, az alapszánra felszerelhetőt mozgóbábnak nevezzük. A támasztócsapok vége általában bronzból van, vagy csapágy szerelhető rájuk, hogy ne sértsék meg a már megmunkált felületet.

### Egyéb esztergagépek

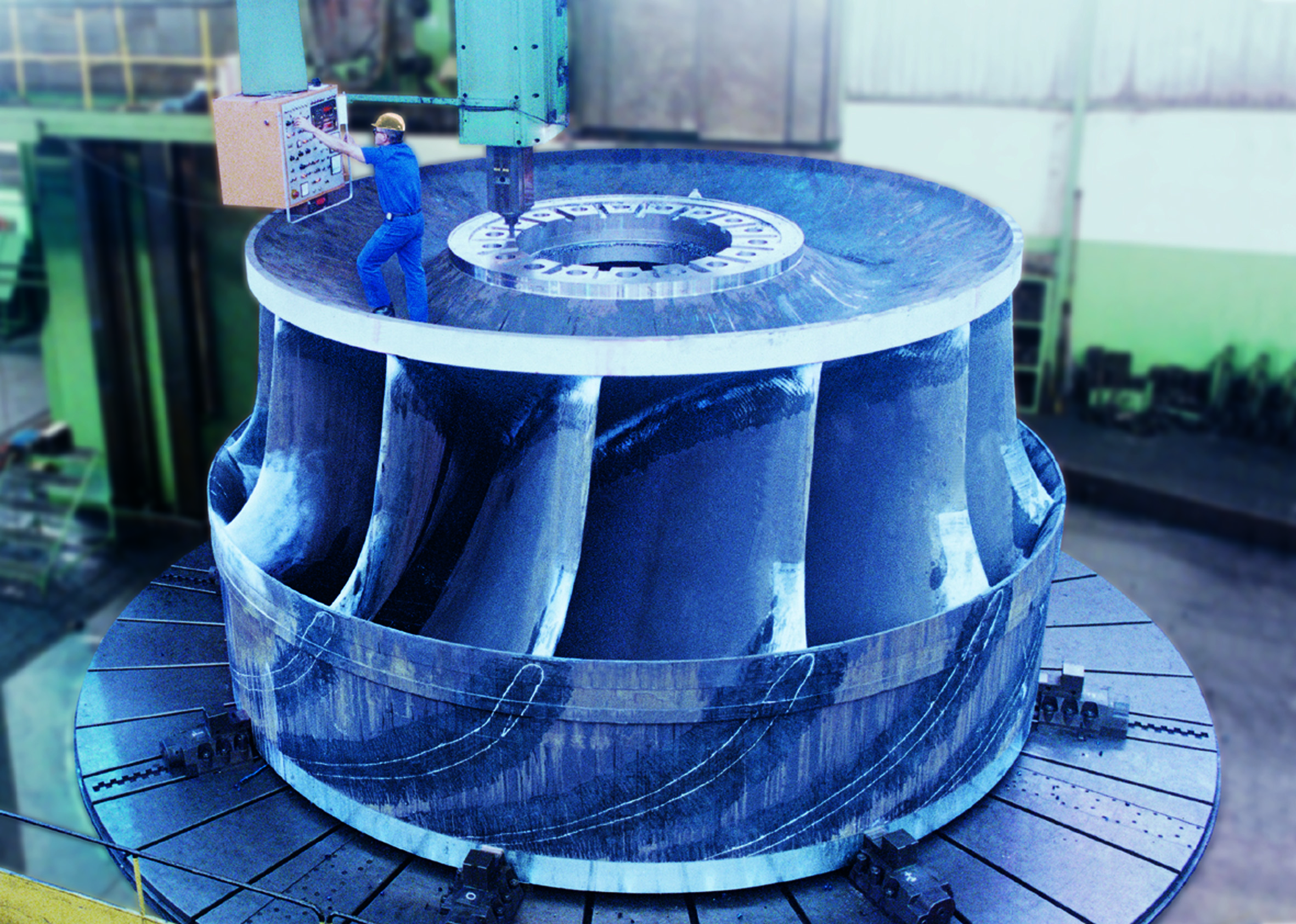
Karusszeleszterga

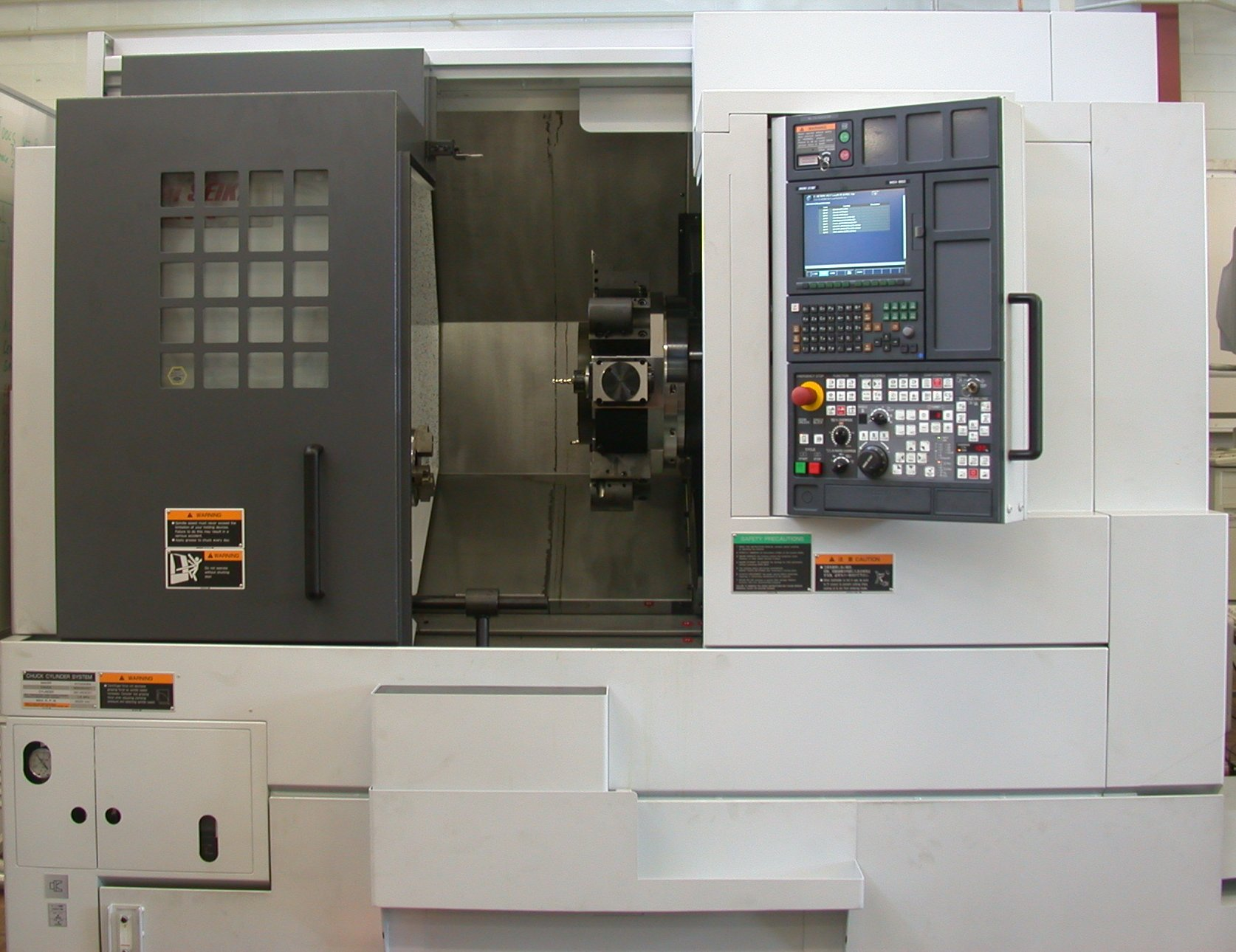
CNC esztergagép

A síkesztergák nagy átmérőjű, tárcsaszerű alkatrészek megmunkálására alkalmasak, rajtuk a munkadarab csak síktárcsába fogható fel. A vízszintes főorsójú síkesztergát fejesztergának, a nagy tömegű és méretű darabok megmunkálására alkalmas függőleges főorsójút pedig karusszelesztergának nevezik.
A revolveresztergák különleges szerszámbefogóval és ütközőrendszerrel felszerelt esztergagépek. A főorsóra merőleges forgástengelyű szerszámbefogóval kialakított revolvereszterga a torony-revolvereszterga, a párhuzamos forgástengelyű szerszámbefogóval ellátott revolvereszterga a dob-revolvereszterga. Speciális gépeken dobrevolver mellett nyeregrevolver-fejet is alkalmaznak.
Az NC-, CNC-esztergák a forgácsleválasztáshoz szükséges összes mozgást önműködően végzik, az egyes munkaciklusokat számjegyvezérléssel vagy számítógéppel vezérlik.
A másolóesztergák sablon segítségével bonyolult keresztmetszetek kialakítására alkalmasak.
A hátraeszterga elsősorban marószerszámok hátfelületének a megmunkálására alkalmas. A szerszám radiális elmozdulását vezértárcsa biztosítja. A megmunkált felület arkhimédészi spirális. Mivel ezek a görbék a marószerszám minden fogán megismétlődnek, egy-egy fog megmunkálása után az esztergakést gyorsan vissza kell vinni kiinduló helyzetébe. Ezt a mozgást rugó biztosítja.
A sokszögesztergák az ék-, retesz- és bordakötéseknél korszerűbb, ún. sokszögprofilú felületrendszerek előállítására alkalmasak. A sokszögesztergán speciális főorsó-csapágyazás segítségével, a munkadarab bolygómozgásával alakítható ki a kívánt profil.
A faesztergák a faesztergálás speciális igényeit és adottságait szolgálják. Faesztergáláskor a forgácsolószerszámot kézben tartják, és a szerszámtartó bakon támasztják fel.

## Az esztergálás szerszámai
Az esztergálás jellegzetes szerszáma az esztergakés. Az esztergakések az egyélű gépi fémforgácsoló szerszámok csoportjába tartoznak (miként a gyalukések és a vésőkések is).

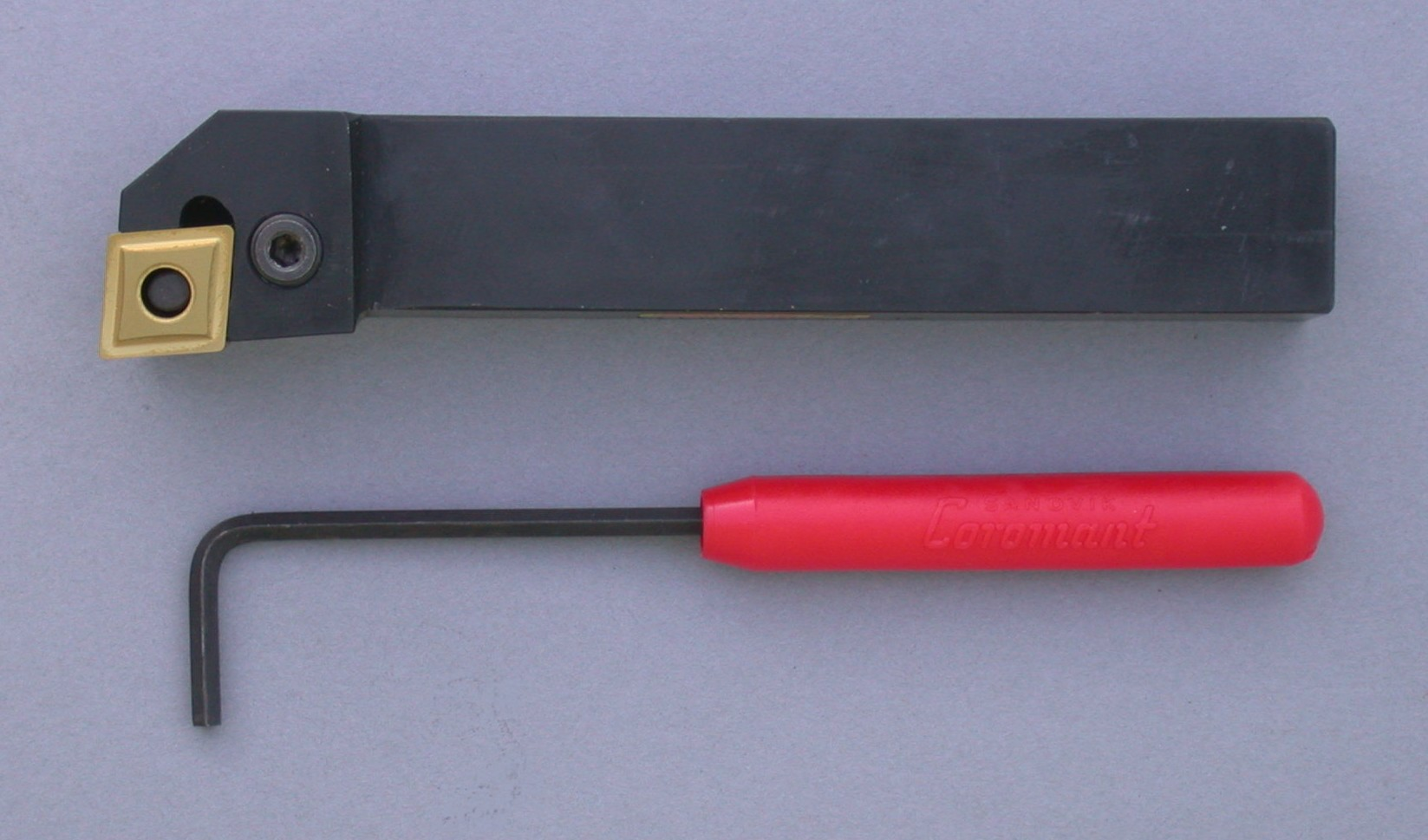
Váltólapkás esztergakés

Az esztergakések anyaga lehet: szerszámacél, gyorsacél, keményfém, kerámia, elbor-R, kompozit, gyémánt. A gyakorlatban a szerszámacélból készült esztergakéseket nagyon ritkán alkalmazzák.
Az esztergakés szerkezete lehet tömör, tompán hegesztett, forrasztottlapkás és váltólapkás. A leggyakoribb típus a forrasztottlapkás.
Az esztergakések dolgozó részének a kialakítására (pl. homlokszög, hátszög, terelőszög, csúcssugár) a szabványok tartalmaznak irányértékeket. A homloklap kialakításakor mindig gondolni kell arra, hogy a forgács tört forgács legyen. Rideg anyagok forgácsolásakor általában minden külső beavatkozás nélkül is ilyen forgács keletkezik. Szívós anyagok forgácsolásakor a hosszú szalagforgácsot spirálszerűen meg kell csavarni, és olyan irányba kell terelni, ahol sem a dolgozó testi épségét, sem a gép működését, sem a már megmunkált felületet nem veszélyezteti. A folyó forgács csavarását és törését legrégebben az ún. íves forgácstörővel kialakított homloklappal végzik. A keményfém lapkás szerszámokon forgácstörő hornyokat képeznek ki. Mindkét módszer hátránya, hogy gyengíti a szerszámot. Ezt a hátrányt küszöbölik ki a mechanikus forgácstörőkkel felszerelt esztergakések, amelyeken a forgács törését állítható lap végzi.
Az esztergakések csatlakozó része a késszár, amelynek alakját és méreteit szabvány írja elő. Az esztergakéseket szilárdságra méretezik, és merevségre ellenőrzik. Méretezéskor a szerszám szárának a keresztmetszetét szokás meghatározni. A szerszám szárát féloldalon befogott tartónak tekintik, amelynek a végén hat a forgácsoló erő. A forgácsoló erő három komponense az esztergakést hajlításra, csavarásra és nyomásra veszi igénybe, tehát összetett igénybevételre kellene azt méretezni. Ez a méretezés a gyakorlat számára bonyolult, ezért az esztergakéseket a főforgácsoló erő alapján csak hajlításra méretezik.

## További képek

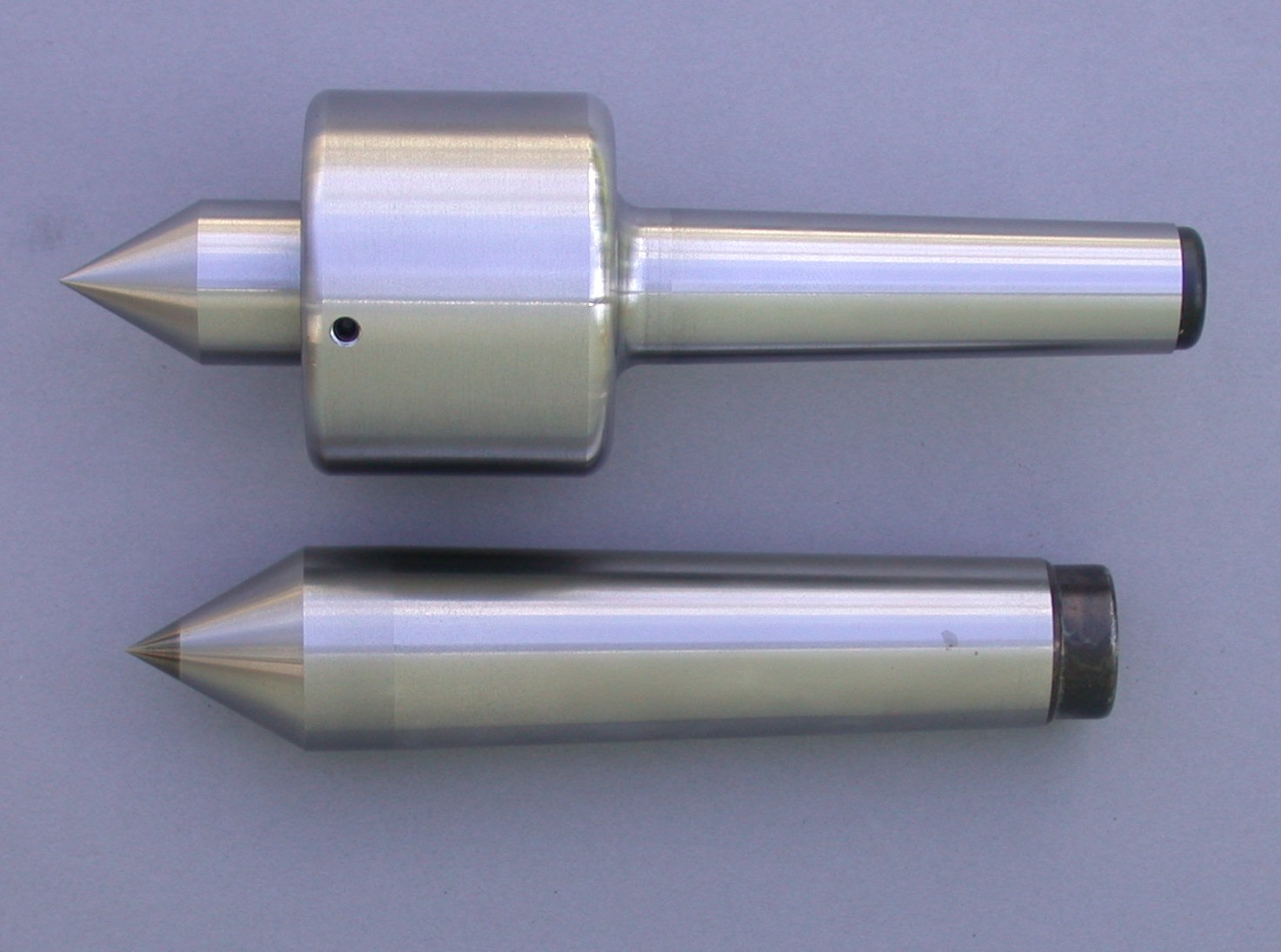
Forgó- és állócsúcs
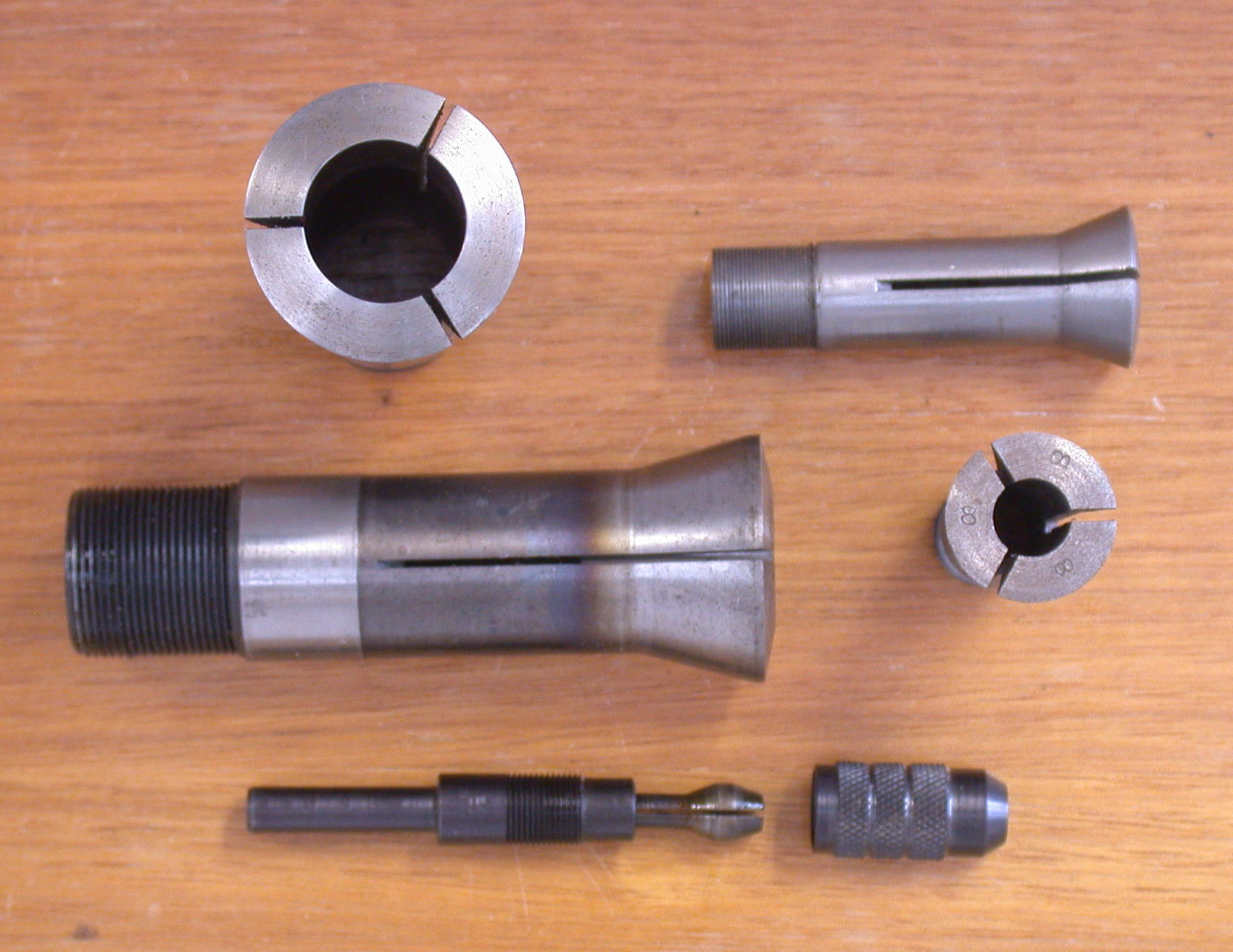
Szorítóhüvelyek
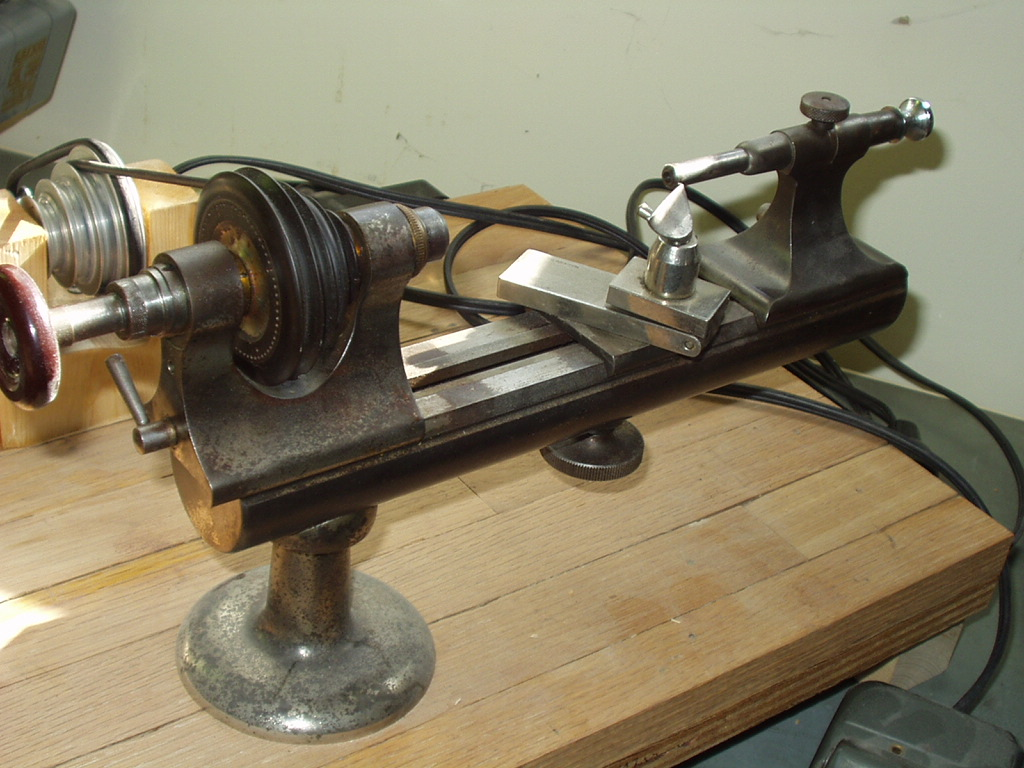
Öreg óráseszterga
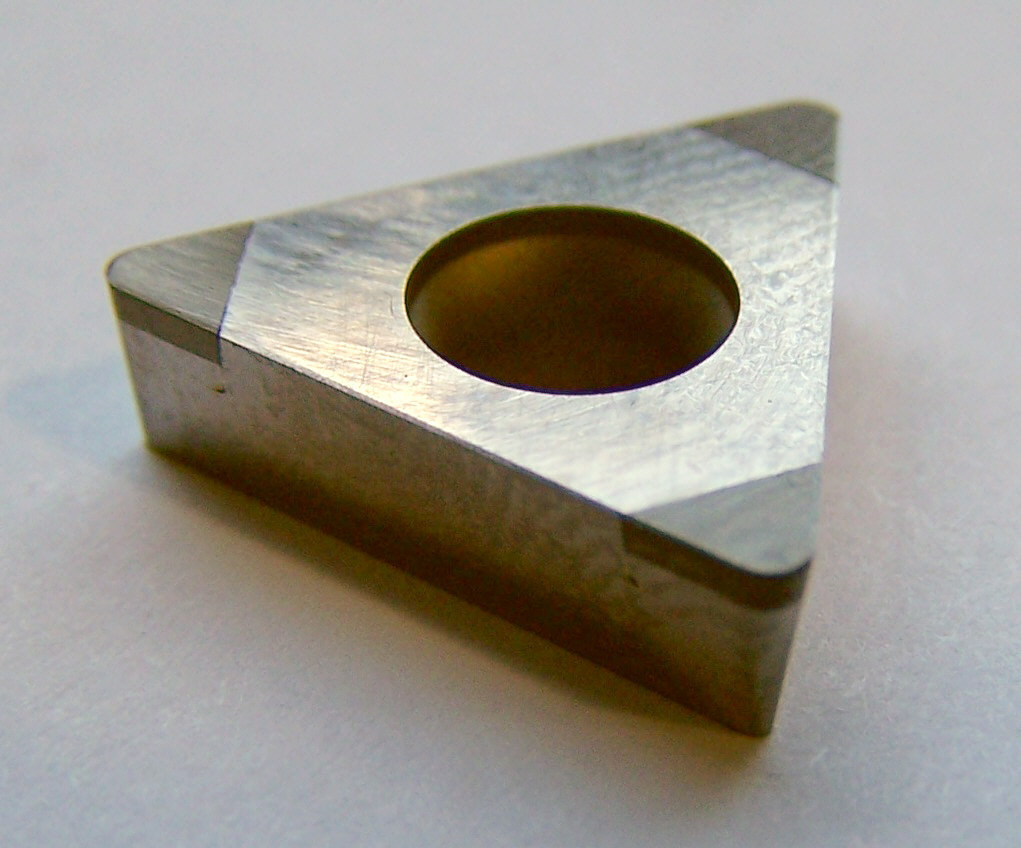
Köbös bórnitrid vágóél keményfémbe ágyazva
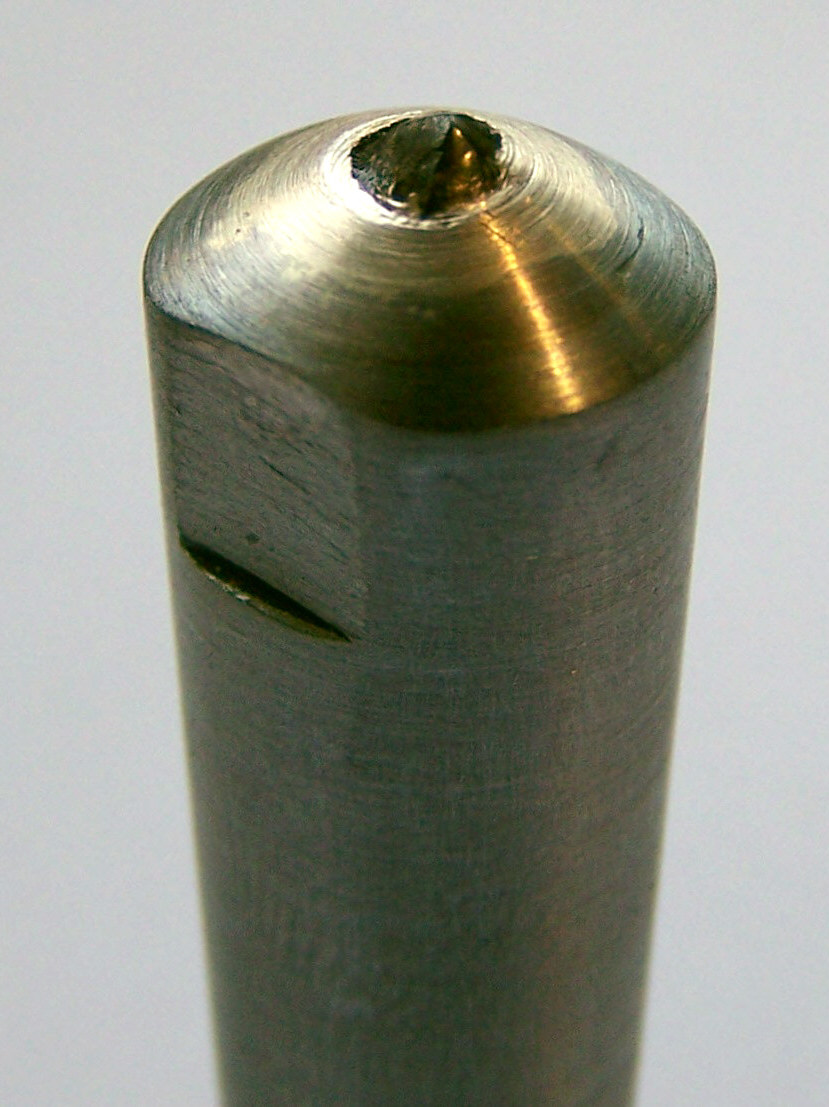
Gyémánt szerszám (2 karátos gyémánt egykristály)
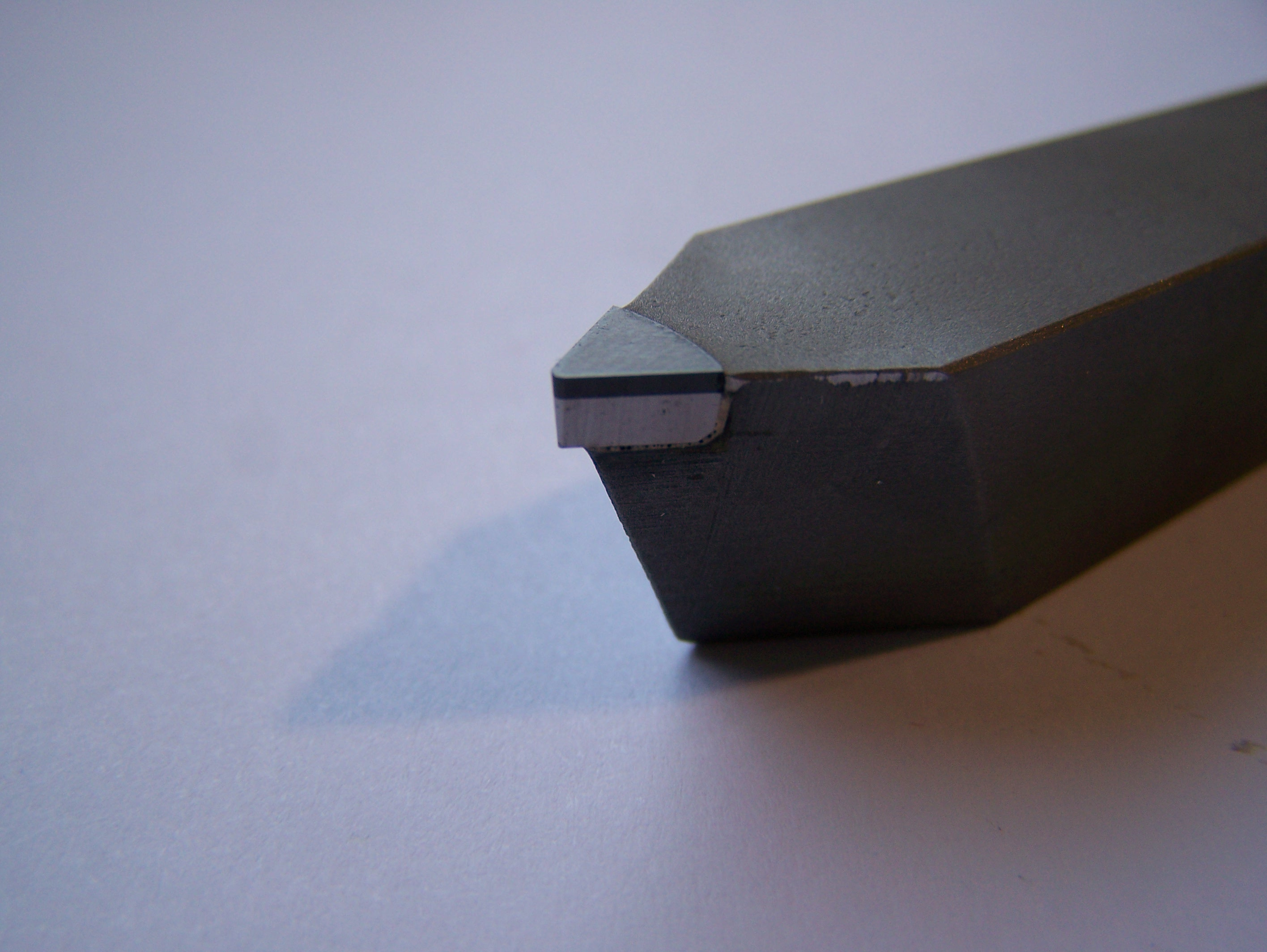
Többkristályos gyémánt szerszám